# حسینیه فرهی
حسینیه فرهی مربوط به دوره قاجار است و در رستم کلا، مرکز شهر واقع شده و این اثر در تاریخ ۲۵ اسفند ۱۳۸۰ با شمارهٔ ثبت ۵۴۱۲ به‌عنوان یکی از آثار ملی ایران به ثبت رسیده است.